# Mentos
Mentos es una marca de golosinas fabricadas por la empresa italiana Perfetti Van Melle, presente en varios países. Se venden en paquetes con catorce pastillas.

## Sabores
Los sabores de los mentos son muchos, pero los primeros fueron de menta (de ahí su nombre). Los sabores más populares suelen ser los de naranja, fresa, y pomelo. 

## Publicidad y mitos

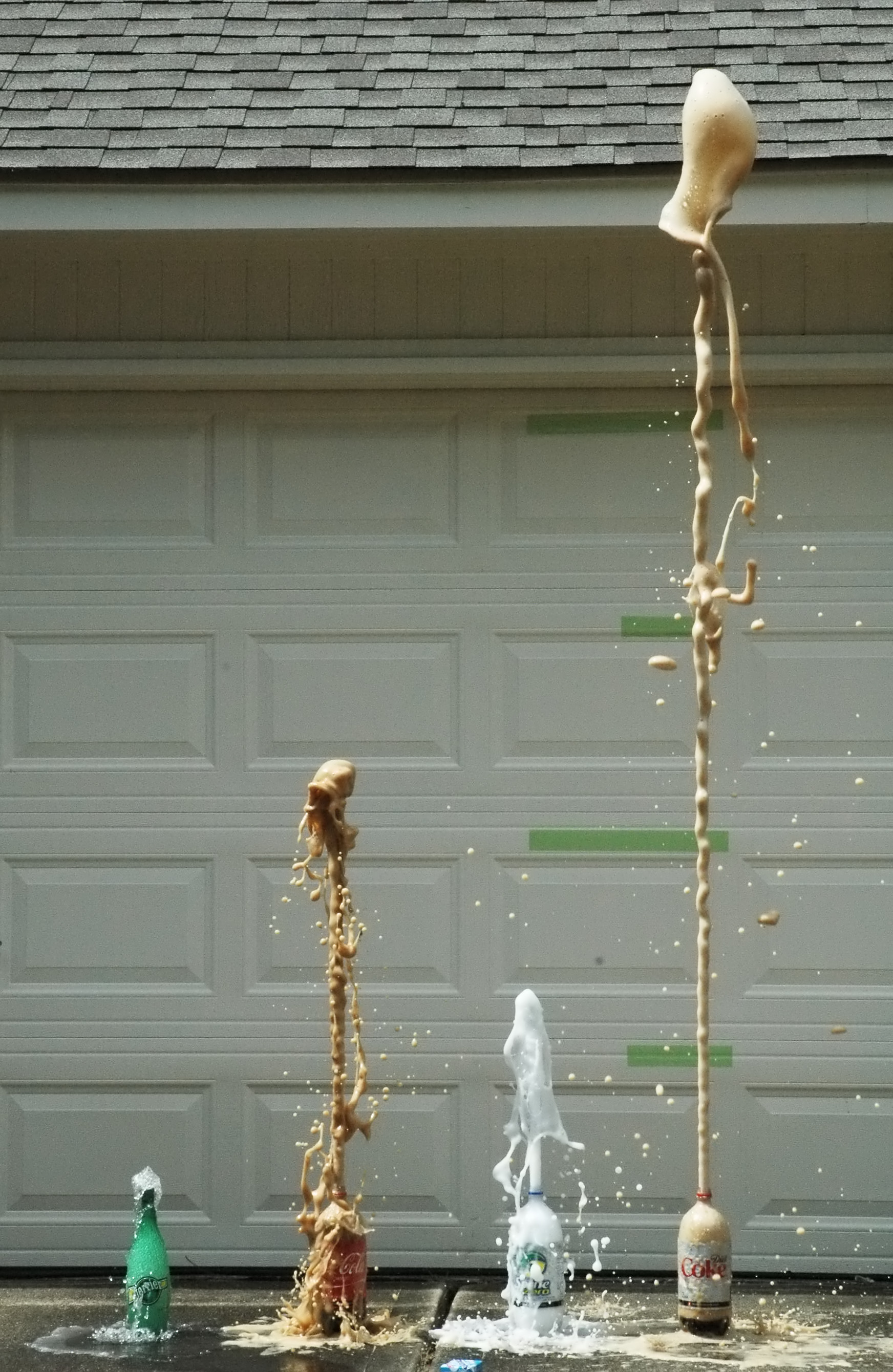
«Géiseres» provocados al combinar carmelos de Mentos con distintas bebidas carbonatadas.

Su publicidad es muy creativa. Además, ha aparecido en diversas series, dibujos, películas. Ciertas campañas han sido muy populares, como la de los «Mentos sin azúcar» en la cual salen diversas aves, cantando, graznando y silbando al ritmo de la canción No limit de 2 Unlimited. Este anuncio ha sido parodiado en varias películas.
Pero, sin duda alguna, la mejor publicidad gratuita para Mentos ha sido la expectación creada cuando se descubrió una reacción tipo geiser que causa el añadir unos mentos en bebidas carbonatadas, generalmente refrescos de cola.
Alguien colgó un vídeo en internet de dicha reacción, y a partir de él, mucha gente ha probado
a hacer este experimento, lo que ha aumentado las ventas de Mentos.
Esta reacción, que es de índole física, ha llevado también a la creación de un falso mito que dice que si se ingiere conjuntamente este producto junto a una bebida carbonatada de cola, puede provocar una explosión del estómago.